# Álvaro Parente
Álvaro Parente (Porto, 4 oktober 1984) is een Portugees autocoureur. Zijn vader was ook een coureur.

## Carrière

### Vroege carrière
Parente won in 1998 het Europees juniorenkartkampioenschap. In 2001 maakte Parente zijn debuut in de autosport in het Spaanse Formule 3 kampioenschap. In 2002 won hij één wedstrijd in deze raceklasse en sloot hij het seizoen af met de vierde plaats in het algemeen klassement.

### Formule Renault 3.5 Series
In 2006 reed Parente zijn eerste seizoen in de Formule Renault 3.5 Series. In 2007 behaalde Parente succes in deze klasse door de titel te behalen en vier overwinningen.

### A1 GP
De seizoenen 2005/'06 en 2006/'07 kwam Parente uit voor A1 Team Portugal. Hij wist niet te winnen, maar scoorde toch regelmatig punten.

### GP2 Series
Vanaf 2008 was Parente actief in de GP2 Series. In zijn eerste seizoen wist hij één overwinning te boeken, voor het Super Nova Racing-team. Tijdens zijn tweede seizoen, in 2009, pakte hij weer een overwinning, ditmaal voor het Ocean Racing Technology-team.

### Superleague Formula
In 2009 reed hij ook een weekend in de Superleague Formula. Tijdens dit weekend kwam hij uit voor FC Porto, en van de twee races wist hij er één te winnen.

### Formule 1
Op 17 januari 2008 kreeg Parente de kans te testen voor het Renault F1-team op het circuit van Jerez. Vanaf 2010 zou hij de vaste reservecoureur bij het Virgin Racing-team worden, maar door financiële problemen kon dit niet doorgaan.